# District de Pezinok
Le district de Pezinok est l’un des 79 districts de Slovaquie, situé dans la région de Bratislava. Il est constitué de 17 communes (dont trois ville) et avait 60 445 habitants au 31 décembre 2014.

## Démographie

### Évolution de la population
| Année:               | 1994.  | 2004.   | 2014.   | 2024.    |
| -------------------- | ------ | ------- | ------- | -------- |
| Nombre de personnes: | 53 171 | 55 390  | 60 445  | 70 063   |
| Différence:          |        | +4,17 % | +9,12 % | +15,91 % |

| Année:               | 2023.  | 2024.   |
| -------------------- | ------ | ------- |
| Nombre de personnes: | 69 953 | 70 063  |
| Différence:          |        | +0,15 % |

## Liste des communes
Les villes sont indiquées en gras.
| Commune        | Population (2014) | Superficie (km2) |
| -------------- | ----------------- | ---------------- |
| Báhoň          | 1 748             | 10,57            |
| Budmerice      | 2 356             | 30,08            |
| Častá          | 2 212             | 35,23            |
| Doľany         | 1 082             | 22,55            |
| Dubová         | 965               | 13,80            |
| Jablonec       | 964               | 8,70             |
| Limbach        | 1 908             | 15,37            |
| Modra          | 8 817             | 49,62            |
| Pezinok        | 22 129            | 72,76            |
| Píla           | 323               | 0,48             |
| Slovenský Grob | 2 616             | 10,17            |
| Svätý Jur      | 5 500             | 39,87            |
| Šenkvice       | 4 645             | 24,81            |
| Štefanová      | 348               | 6,72             |
| Viničné        | 2 249             | 9,62             |
| Vinosady       | 1 276             | 5,15             |
| Vištuk         | 1 307             | 20,04            |